# Jarmareční divadlo v Paříži

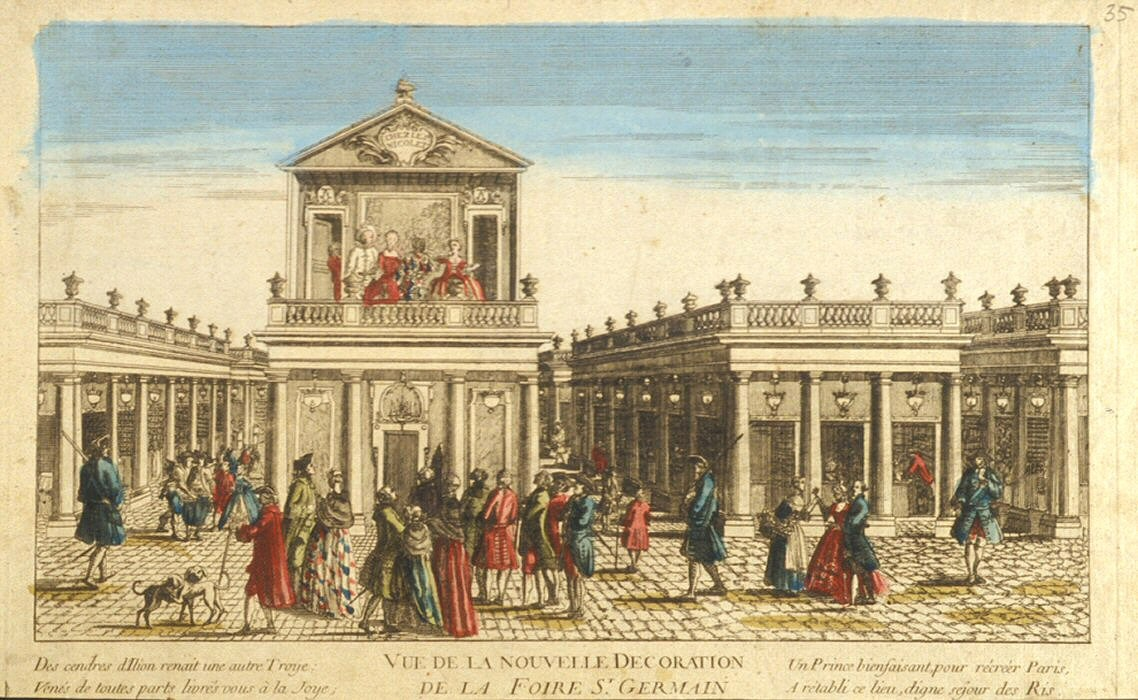
Představení na jarmarku Saint-Germain

Jarmareční divadlo v Paříži (francouzsky Théâtre de la foire) byla divadelní představení pořádaná od středověku v Paříži během výročních trhů, zejména Saint-Germain a Saint-Laurent a později Saint-Ovide.

## Historie
První písemná zmínka o jarmarku Saint-Germain pochází z roku 1176. Konal se u kláštera Saint-Germain-des-Prés a obvykle trval tři až pět týdnů kolem Velikonoc. Od 18. století začínal 3. února a končil o Velikonoční neděli. Probíhal do roku 1789 a poté byl zrušen a obnoven opět až roku 1978 na Place Saint-Sulpice.
První jménem známí herci byli Jehan Courtin a Nicolas Poteau, které v roce 1595 zažalovali herci z Hôtel de Bourgogne, ovšem oba pouťoví herci se vrátili o několik let později. V roce 1618 zde měli velký úspěch André Soliel a Isabel Le Gendre. Později zde vystupovali hráči s loutkami, provazochodci a herci se zvířaty. V roce 1643 spisovatel Paul Scarron (1610-1660) věnoval Gastonovi Orleánskému báseň na toto téma.
Jarmark Saint-Laurent vznikl roku 1344 u kláštera Saint-Laurent a v 18. století trval od 9. srpna do 29. září. Na tomto jarmarku prodávali především řemeslníci a odehrával se pod širým nebem, zatímco jarmark Saint-Germain, chráněný před nepříznivým počasím, sloužil především k prodeji luxusního zboží (šperky, porcelán, hudební nástroje, rytiny apod.).
Umělci a divadelní skupiny vystupující na jarním jarmarku Saint-Germain měli představení i zde během léta. Toto střídání umožnilo vznik zvláštního typu divadla feuilleton théâtral (divadlo na pokračování), kdy hra začala v Saint-Germain a pokračovala později na Saint-Laurent.

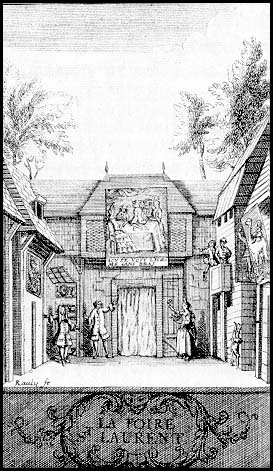
Divadelní scéna na jarmarku Saint-Laurent

Jarmark Saint-Ovide byl zřízen roku 1764 na náměstí Place Louis XIV a v roce 1772 byl přesunut na Place Louis XV. Malý trh byl konkurencí Saint-Laurent, protože probíhal téměř ve stejnou dobu (zhruba od 15. srpna do 15. září). Byl zrušen v roce 1777 po zásahu požárem.
Loutkoherci, provazochodci a pouťoví herci postupem doby hráli skutečné malé divadelní kusy, často napsané renomovanými a talentovanými autory. Po vyhnání italských herců z Paříže v roce 1697 zdejší herci převzali jejich repertoár. Postupná profesionalizace začala ohrožovat i Comédie-Française, která v poutích viděla nebezpečnou konkurenci. Snažila se všemi prostředky k zachování svého privilegia a po mnoha procesech před Châteletem a Pařížským parlamentem dosáhla úplného zákazu her s dialogy.
Pouťoví herci proto začali obcházet zákaz dialogů na jevišti různými způsoby. V roce 1707 se objevilo první pouťové představení, kde herci hráli svou úlohu v podobě monologů nebo němou řečí, kterou nahrazoval reproduktor umístěný v zákulisí. Později začali používat žargon a nebo byly všechny dialogy napsané na papíru.
Herci z Comédie-Française již neměli objektivní důvody vystupovat proti pouťovým hercům, neboť jejich požadavky byly splněny. Tentokrát se začala ozývat Académie royale de musique, která měla právo zpívat, tančit a doprovázet hudbou divadelní představení v celém království Francie. Když dosáhla zákazu hrát na poutích zpívaná představení, vznikla v roce 1714 opéra comique, kde jsou zpěvy oddělené mluveným slovem. Ovšem v roce 1719 Královská akademie dosáhla úplného zákazu všech hudebních a zpívaných děl na jarmarcích. Zůstalo pouze loutkové divadlo a tance na laně.
Mezitím regent Filip II. Orleánský obnovil italské divadlo, které působilo na jarmarku Saint-Laurent v letech 1721-1723, ale kvůli malému úspěchu bylo zrušeno.
V roce 1724 obchodník se svíčkami jménem Maurice Honoré získat povolení provozovat opéra-comique po dobu tří let. Divadlo bylo provozováno až do roku 1762, kdy bylo spojeno s italským divadlem.
Vedle opéra-comique se na jarmarcích vyskytovaly i další atrakce jako byli loutkáři a provazochodci, trpaslíci a obři, monstra, břichomluvci, cvičená zvířata apod. Představění se postupně přesunula na velké bulváry, hlavně Boulevard du Temple, který díky tomu v 19. století získal přezdívku Boulevard du Crime.